# Шитов, Игорь Сергеевич
И́горь Серге́евич Ши́тов (бел. Ігар Сяргеевіч Шытаў; 24 октября 1986, Полоцк, БССР, СССР) — белорусский футболист и тренер. Мастер спорта Республики Беларусь международного класса.

## Карьера

### Клубная
Начал заниматься футболом в ДЮСШ города Полоцка. Первый тренер — Сергей Васильевич Павлов. Позднее попал в систему минского «Динамо», играл во Второй лиге за клубы «Динамо-БНТУ» и РУОР. В 2004—2005 годах выступал за дубль «Динамо», но так и не дебютировал в основной команде.
С 2006 года играл за жодинское «Торпедо» — сначала на правах аренды, потом на постоянной основе. Смог закрепиться в основе жодинцев. В 2009 году перешёл в борисовский БАТЭ. Сначала играл на позиции центрального защитника, однако позднее стал выходить на правом фланге обороны.
Участник Лиги Европы сезонов 2009/10 и 2010/11 в составе БАТЭ.
18 августа 2011 года заключил 4-летнее соглашение с московским «Динамо». Однако не смог закрепиться в «Динамо», за год в московском клубе провёл лишь три матча. 7 сентября 2012 года отдан в аренду (без права выкупа) клубу «Мордовия» до июня 2013 года. В саранском клубе выступал в основном составе. 15 января 2014 года контракт с московским «Динамо» был расторгнут по взаимному согласию сторон. 28 января вернулся в саранский клуб, выступающий в ФНЛ, свободным агентом, подписав контракт на 2,5 года. В 2016 году покинул клуб в качестве свободного агента.
5 июля 2016 года Игорь Шитов подписал двухлетний контракт с казахстанским чемпионом клубом «Астана». До конца сезона провёл 9 игр и помог команде вновь стать чемпионом. В следующем сезоне прочно занял место в основе, сыграл 27 матчей и забил один гол, снова выиграв золото с клубом. Кроме того, Шитов стал обладателем Кубка Казахстана-2016 и Суперкубка-2018 (был в запасе), а также дважды пробивался в групповые стадии Лиги Европы УЕФА 2016/17 и 2017/18 гг. Правда, в раунде плей-офф Лиги чемпионов УЕФА 2017/18 в выездном разгромном матче с шотландским «Селтиком» (0-5) «отличился» со своим земляком Постниковым (забили сразу два автогола)! В июле 2018 года у Шитова истёк контракт с «Астаной» и стороны решили его не продлевать.
16 июля 2018 года Игорь подписал контракт с минским «Динамо». В составе динамовцев быстро закрепился в основе. В 2019 году пропустил большое количество матчей из-за травм, а в начале 2020 года согласно решению главного тренера Сергея Гуренко был переведён в дубль. Однако вскоре Гуренко покинул клуб и Шитов вернулся в основной состав. В 2021 году стал реже появляться на поле, в июле вновь был отправлен в дубль.
1 сентября 2021 года, по истечении срока действия трудового договора защитник покинул клуб, а в октябре завершил профессиональную карьеру.

### В сборной
Участник молодёжного чемпионата Европы 2009 в Швеции.
В национальной сборной Беларуси дебютировал 2 февраля 2008 года на XVI международном турнире национальных сборных на Мальте в матче со сборной Исландии (2:0). Забил свой единственный мяч за сборную 2 июня 2008 года в товарищеской игре со сборной Финляндии в Турку на 92-й минуте, игра завершилась со счётом 1:1 (после того как Тони Каллио сравнял счёт на 94-й минуте).

### Тренерская карьера
В июне 2022 года стал тренером по физической подготовке в российском клубе «Краснодар-2».

## Достижения

### Командные
БАТЭ
- Чемпион Беларуси (2): 2009, 2010
- Обладатель Кубка Беларуси (1): 2009/10
- Обладатель Суперкубка Беларуси (1): 2011

«Динамо» (Москва)
- Финалист Кубка России: 2012

«Астана»
- Чемпион Казахстана (2): 2016, 2017
- Обладатель Кубка Казахстана (1): 2016
- Обладатель Суперкубка Казахстана (1): 2018

«Динамо» (Минск)
- Бронзовый призёр чемпионата Беларуси: 2018

### Личные
- Лучший защитник чемпионата Беларуси (1): 2009
- В списке 22 лучших футболистов чемпионата Беларуси (6): 2007, 2008, 2009, 2010, 2011, 2018